# Vladimir Horowitz
Vladimir Horowitz (Владимир Самойлович Горовиц) (magyar fonetikus átírásban Vlagyimir Szamojlovics Horovic) (Kijev, 1903. október 1. – New York, 1989. november 5.) többszörös Grammy- és Primetime Emmy-díjas orosz zongoraművész.
A 20. század egyik legkiemelkedőbb zongoraművésze; az ő színre lépésével nagyban átalakult a zongorázás egésze; elképesztő virtuozitásával, játékának tónusával sokat formált a zenei gondolkodáson is.

## Élete
Orosz zsidó családban született negyedik, és egyben legfiatalabb gyermekként. Apja óvakodott attól, hogy fiát katonai szolgálatra vigyék, nagy veszélyt jelentett volna ez a fiatal zongorista kezeire, így születési dátumát 1904-re módosították, mely később is feltűnik a róla írott anyagokban. Már kilencévesen a kijevi konzervatóriumban tanult, és már nagyon fiatalon, az 1917-es forradalom után segélykoncerteket adott, ezzel is támogatva a körülötte élőket. A Szovjetunióból először Berlinbe, majd Párizsba ment, végül 1940-ben az Egyesült Államokban telepedett le. Egy legenda szerint feleségét, aki mellesleg Arturo Toscanini lánya volt (Wanda Toscanini), egy, a Fehér Házban adott koncertje után ismerte meg, aki azonnal beleszeretett Chopin egyik mazurkájának játéka közben.

## Karrierje
Már a húszas évektől kezdve koncertezett világszerte; New Yorkban, illetve Berlinben egyaránt; játékának egyedisége egyrészt a sebességben volt szembeötlő, illetve hogy improvizatív jelleggel interpretált olyan műveket, mint Csajkovszkij b-moll zongoraversenye, vagy például Liszt Ferenc h-moll szonátája. Repertoárján a teljes romantikus zeneirodalom megtalálható volt; több mint 150 hanglemezt készített. Utolsó koncertjét Hamburgban adta, 1987-ben. Még életében legenda lett.